# 디애너 로빈스

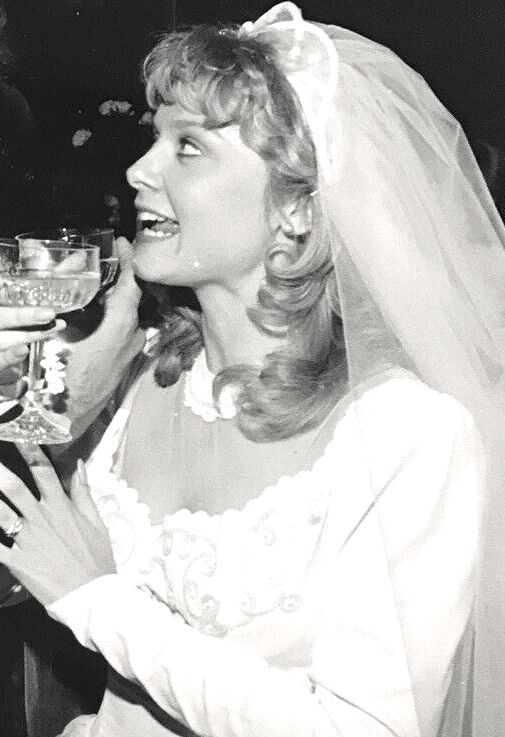

디애너 로빈스(DeAnna Robbins, 1959년 6월 15일 ~ )는 미국의 배우, 텔레비전 배우, 영화배우이다.
템피에서 태어났다.

## 영화
- 마지막 시험 (1981년)
- 더 영 앤 더 레스트리스 (1973년)
- 우리 생애 나날들 (1965년)